# 1880 en droit
Cet article présente les faits marquants de l'année 1880 en droit.

## Événements
- À l'occasion des Civil Right Cases, la Cour suprême des États-Unis déclare inconstitutionnel le Civil Rights Act (loi des droits civiques) de 1875 qui était destiné à assurer l'égalité civile aux noirs, notamment aux anciens esclaves du Sud.